# Parque nacional de los Picos de Europa
El parque nacional de los Picos de Europa es un espacio natural protegido español de 67 127 hectáreas situado en la cordillera Cantábrica en las provincias de Asturias (27 027 ha), León (24 719 ha) y Cantabria (15 381 ha). Es una de las mejores reservas mundiales de los ecosistemas ligados al bosque atlántico e incluye la mayor formación caliza de la Europa atlántica. 
Su origen lo hallamos en la iniciativa política de Pedro Pidal, marqués de Villaviciosa, inspirado tras su viaje al parque nacional de Yellowstone, en Estados Unidos. Gracias a él, el macizo occidental fue declarado parque nacional el 24 de julio de 1918 por Alfonso XIII bajo el nombre de «parque nacional de la Montaña de Covadonga», siendo el primer espacio protegido del país. Inicialmente comprendía 16 925 ha, el 30 de mayo de 1995 se amplió su extensión hasta las 64 660 hectáreas y finalmente, el 3 de diciembre de 2014 se volvió a ampliar hasta las 67 127 actuales.
El 10 de julio de 2003 la Unesco aprobó la propuesta que lo convierte en reserva de la biosfera.
En la actualidad, el parque nacional de los Picos de Europa constituye con 1 913 858 visitantes (2015), el tercer parque nacional más visitado de España, después del parque nacional del Teide (Tenerife) y el parque nacional de la Sierra de Guadarrama (Madrid-Castilla y León).

## Geografía

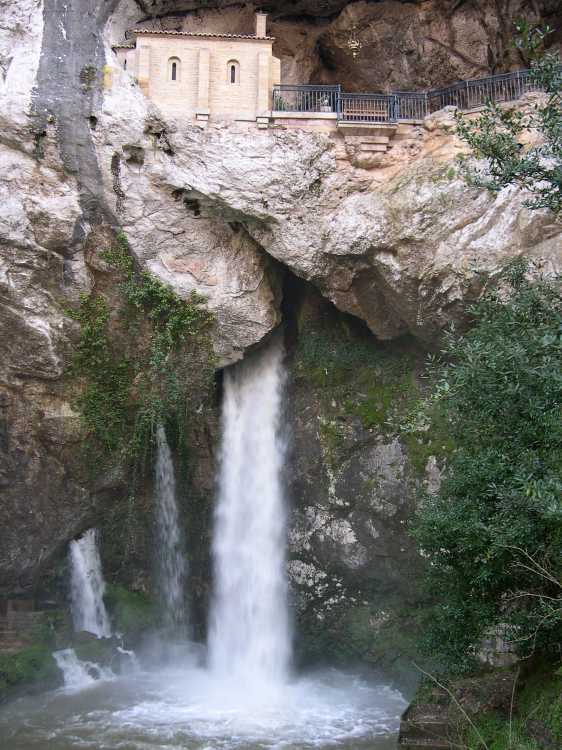
Santa Cueva de Covadonga.

El parque nacional de los Picos de Europa se localiza en la parte central de la Cordillera Cantábrica. Abarca una superficie de 67 127 ha, con una población de 4600 habitantes, lo que supone una densidad de tan solo 14,06 hab/km², distribuidas tanto en la parte sur de la Cordillera como en la norte.
La cota más alta del parque se sitúa en los 2648 m. s. n. m. en el pico de Torrecerredo y la más pequeña de 75 m. s. n. m. en el río Deva lo que supone una diferencia de 2573 m.
La demarcación se distribuye entre los municipios asturianos de Amieva, Cabrales, Cangas de Onís, Onís, Peñamellera Alta y Peñamellera Baja, los leoneses de Oseja de Sajambre y Posada de Valdeón y los cántabros de Camaleño, Cillorigo de Liébana y Tresviso.
El territorio está además declarado Zona de Especial Protección para las Aves (ZEPA), Lugar de Interés Comunitario (LIC) y Reserva de la Biosfera (Unesco), lo que denota su calidad natural y paisajística.
Vega de Liordes, enclave del sector leonés del parque nacional de Picos de Europa perteneciente al municipio de Posada de Valdeón registró -35,8 °C el 7 de enero de 2021.

### Hidrología
El agua y el hielo han sido los grandes modeladores del paisaje de los Picos de Europa creando una orografía muy diversa. Así la vertiente norte, bañada por los nacimientos de los ríos Dobra, Cares y Sella, presenta un vertiginoso paisaje de caída hacia el mar, recorriendo, en apenas 10 kilómetros, más de 1000 metros de desnivel.

### Geología

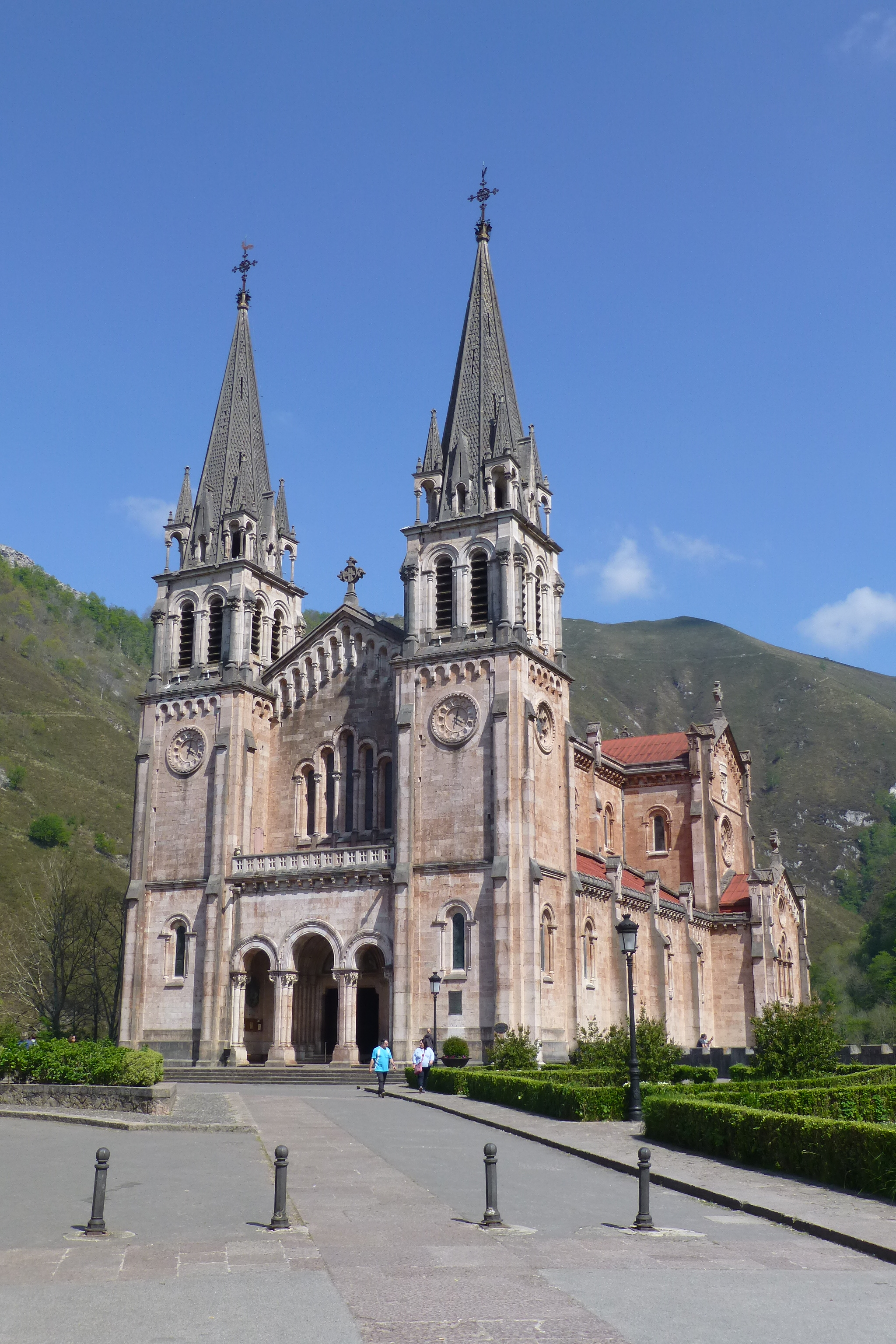
Basílica de Covadonga.

Los elementos geológicos del parque se deben a la combinación de la acción glaciar con los macizos calizos que conforman la Cordillera Cantábrica.
El levantamiento que hace 65 millones de años sufrieron estas tierras produjo un rejuvenecimiento de los paisajes dando la oportunidad a los ríos y glaciares de moldear estas montañas.
De esta manera, gracias a la erosión de los hielos cuaternarios y de los posteriores ríos formados se cuenta, entre otros, con el desfiladero de los Beyos y la garganta del Cares, dos de las hoces más espectaculares de España.
Otra de las formas erosivas más sobresalientes son las simas (léase hoyos profundos, abismos) formadas sobre la roca caliza localizándose algunas de las más profundas del mundo.
Valles glaciares con su característica forma de U, circos glaciares excavados en las peñas y lagos glaciares nos indican la presencia de una actividad glaciar que todavía hoy se manifiesta con nieves perpetuas en los altos y abrigos rocosos.

## Flora

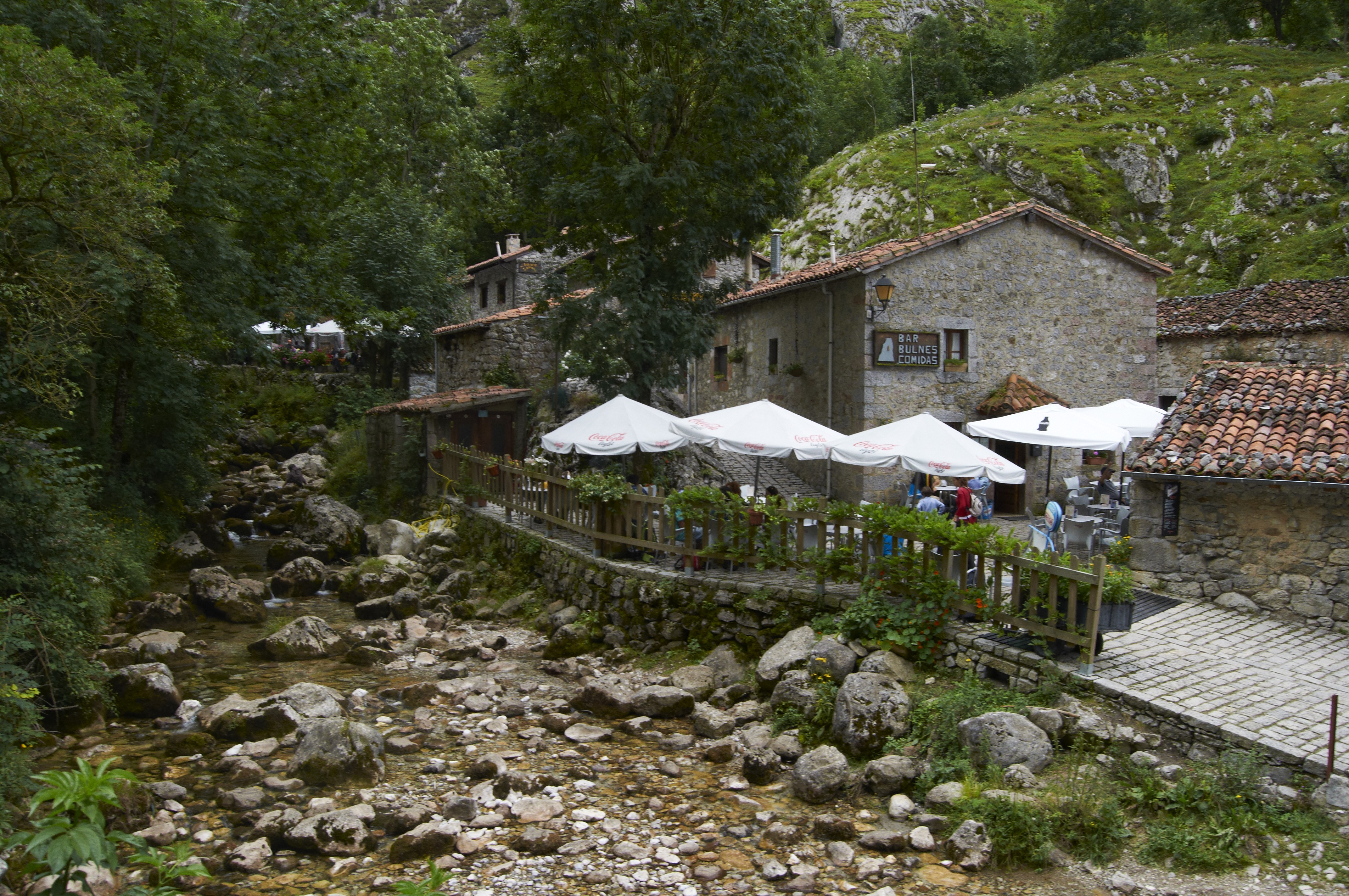
Aldea de Bulnes.

Puente de Cangas de Onís.

La riqueza de la flora y fauna de este recinto protegido puede verse en los distintos tipos de bosques que se encuentran.
La variedad de litologías y la coexistencia dentro del parque de un macrobioclima templado oceánico y de otro submediterráneo, crean una diversidad extraordinaria de la flora y la vegetación del territorio que, en líneas generales, está caracterizada por:
- Predominio del bosque atlántico caducifolio con especies como: el haya, pino silvestre, avellano, acebo, gran variedad de orquídeas, saxífragas, etc. y pequeños bosques de carácter mediterráneo como: encinas, quejigos, sabinas, madroños, etc.
- En Posada de Valdeón está el monte Corona que es el único bosque autóctono de tilos de Europa. Solamente se encuentra algún otro en Japón.
- Flores de alta montaña que representan una buena parte de los endemismos del parque nacional.
- La presencia de especies vegetales típicas del clima actual, y otras que han permanecido en determinados enclaves fruto de condiciones climáticas diferentes en épocas pasadas, así la presencia de taxones eurosiberianos, mediterráneos, pero también boreoalpinos, incluso especies de distribución atlántico–macaronésica (propio de las Islas Canarias), y mediterráneo-iranianos (propio de zonas mucho más calurosas).

## Fauna
La riqueza faunística del parque nacional se puede describir como excepcional porque en él está representada toda la fauna cantábrica. La singularidad de esta fauna radica en que aquí se encuentra el límite sur de muchas especies propias del norte de Europa y el límite norte de muchas especies de distribución mediterránea. Otra de las razones de esta riqueza es su paisaje humanizado por un uso agroganadero histórico, que ha creado un mosaico de bosque, matorral y pastizal ideal para los animales. Además, la existencia de riscos y pedreras motiva la aparición de varios animales especialistas de la peña.
La diversidad del parque nacional llega a contener:[cita requerida]
- El 82 % de los anfibios presentes en la península ibérica.
- El 63 % de los reptiles presentes en la península ibérica.
- El 72 % de las aves reproductoras en España (170 especies observadas).
- El 88 % de los mamíferos terrestres presentes en la península ibérica.

Se hallan en el parque numerosas especies animales protegidas, tales como el urogallo cantábrico (Tetrao urogallus), las visitas cada vez más numerosas del quebrantahuesos (Gypaetus barbatus) o el oso pardo (Ursus arctos arctos). Uno de los animales más representativos de Picos de Europa es el rebeco cantábrico (Rupicapra pyrenaica parva), del que existen varias esculturas en distintos puntos del parque. Así mismo, se ha reintroducido a la cabra montesa (Capra pyrenaica victoriae)«Fauna». Parque nacional Picos de Europa. Consultado el 29 de agosto de 2020.</ref>
Entre las especies más emblemáticas cabe destacar: perdiz pardilla, acentor y gorrión alpino, pico mediano, lobo ibérico, o coleópteros como Rosalia alpina.

## Rutas y senderos
.

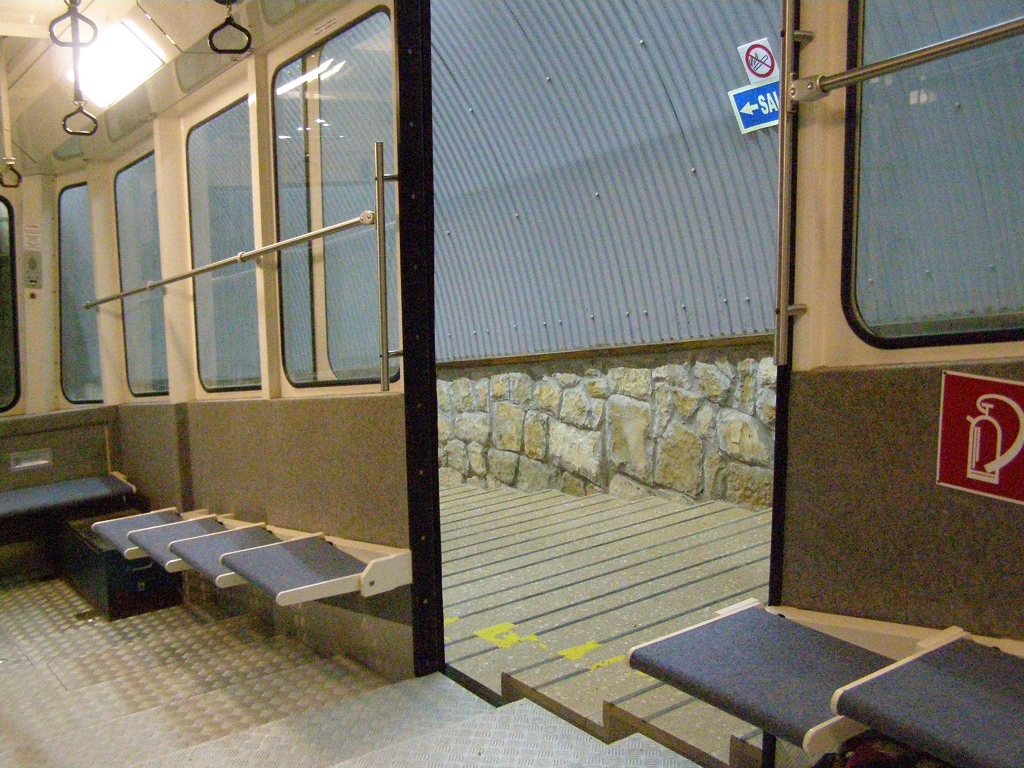
Funicular de Bulnes, Asturias.

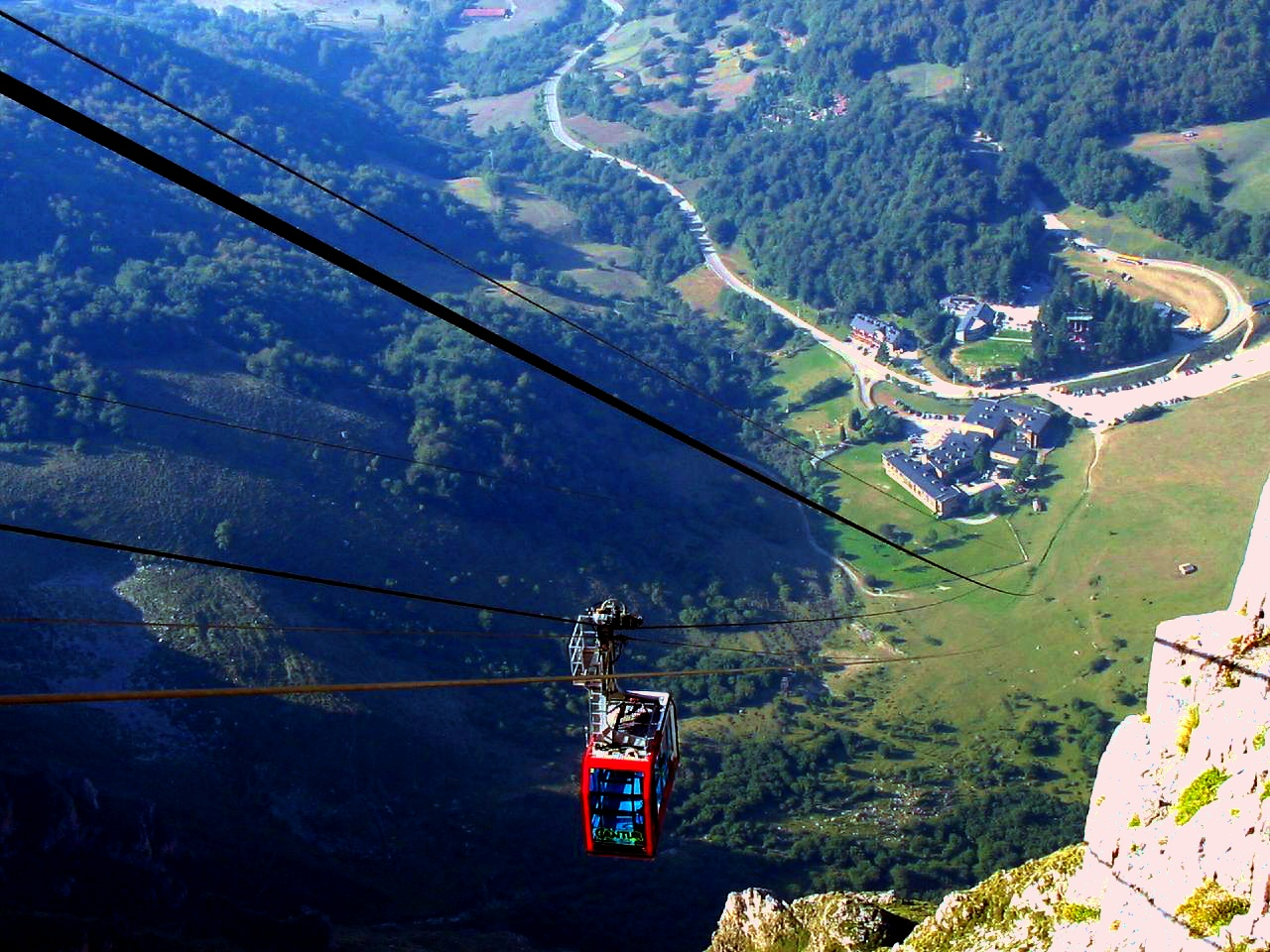
Teleférico de Fuente Dé, Cantabria.

Dentro del parque nacional discurren un total de 30 sendas homologadas de Pequeño Recorrido (PR), cubriendo las áreas más representativas de este espacio natural: valles glaciares, hayedos, robledales, bosques mixtos, avellanares, encinares, prados de fondo de valle, pastizales alpinos, lagos glaciares, crestas, peñas, picos, etc. Hay innumerables rutas de alta montaña, por ejemplo a los pies del pico Torrecerredo (2650 m) y 200 otros picos y montañas que superan los 2000 metros de altitud. Todo ello complementado con varias áreas recreativas.
Las posibilidades de disfrutar del senderismo en este espacio son variadas y continuas a lo largo del año pues muchas de estos senderos están diseñados para realizarse con bicicletas de montaña, esquís de travesía, raquetas, o crampones y piolets en la ascensión a ciertas montañas.
El Sendero Histórico GR-1, que une las localidades de Ampurias (Gerona) y Finisterre (La Coruña), circula por dentro del parque nacional a lo largo de 62,5 km. Divididos en 5 etapas bien acondicionadas, con lugares donde alojarse y con un recorrido que nos hará descubrir las esencias del parque.
En Cantabria es conocido el sendero circular de Fuente Dé. Existe un funicular que sube desde el enclave de Fuente Dé, a una altitud de 1070 m, hasta El Portal de Picos a 1823 m, donde se sitúa un mirador desde el que se pueden divisar las cumbres del macizo central al norte o de los urrielles de Picos de Europa. Salva un desnivel de 753 m en menos de 4 minutos a una velocidad de 10 m/s. Desde la cumbre se pueden iniciar rutas senderistas de ida y vuelta hasta el refugio Verónica al oeste o circular al este, en bajada, de vuelta a Fuente Dé, pasando por el Chalet Real (1738 m), cuyo nombre hace referencia a Alfonso XIII, el primero en estrenarla, y el refugio Áliva (1660 m).
La presencia de calzadas romanas, Reales Cañadas de ovejas trashumantes, viejos caminos carreteros de mercantes o secretas veredas por los que maquis y guerrilleros camparon años atrás, aumentan las posibilidades para que el senderista disfrute de los secretos del parque nacional.
Para completar la oferta de actividades en el territorio, el parque nacional cuenta con artesanos locales con talleres visitables y un rico patrimonio cultural en el que iglesias románicas y barrocas, molinos, batanes, fraguas, toriles, casa blasonadas, torres medievales, romerías, gastronomía propia o juegos que derivan de una época pasada representan los abanderados de este patrimonio histórico, artístico y etnográfico.

## Centros de visitantes
Existen Centros de visitantes donde se informa del parque y las actividades.
- En Asturias, el más veterano, el de Pedro Pidal, situado en Buferrera, junto a los Lagos de Covadonga.
- En Cantabria, el de Sotama, situado junto a la población de Tama. Es un moderno edificio de piedra y madera.
- En León, se proyecta otro edificio en Posada de Valdeón y se está construyendo el de Oseja de Sajambre, cuya inauguración fue este pasado 2019.

## Miradores
Asturias

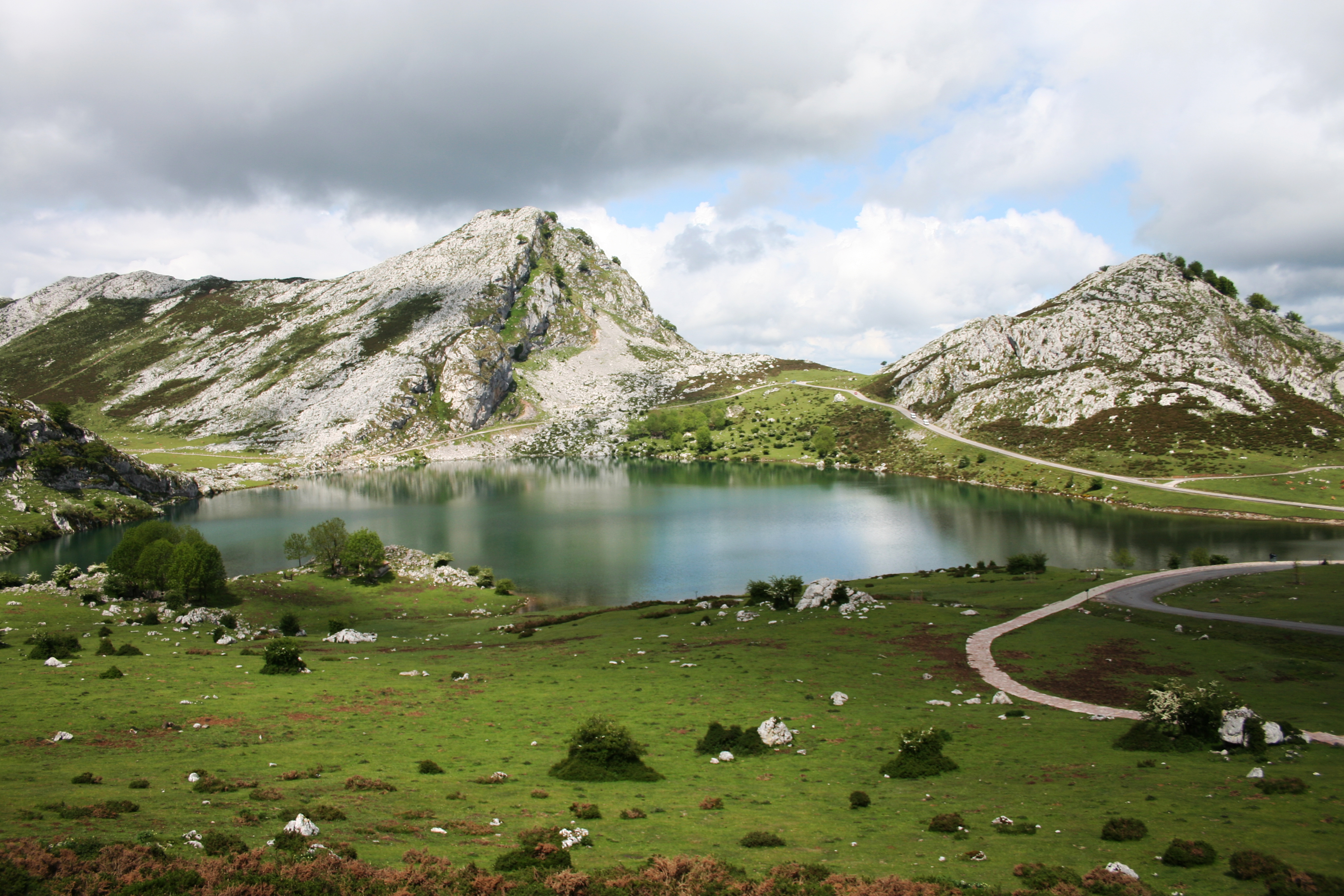
Lago Enol.

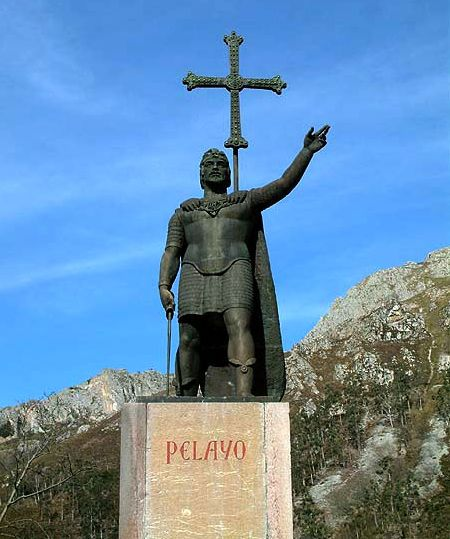
Estatua de Don Pelayo, Covadonga.

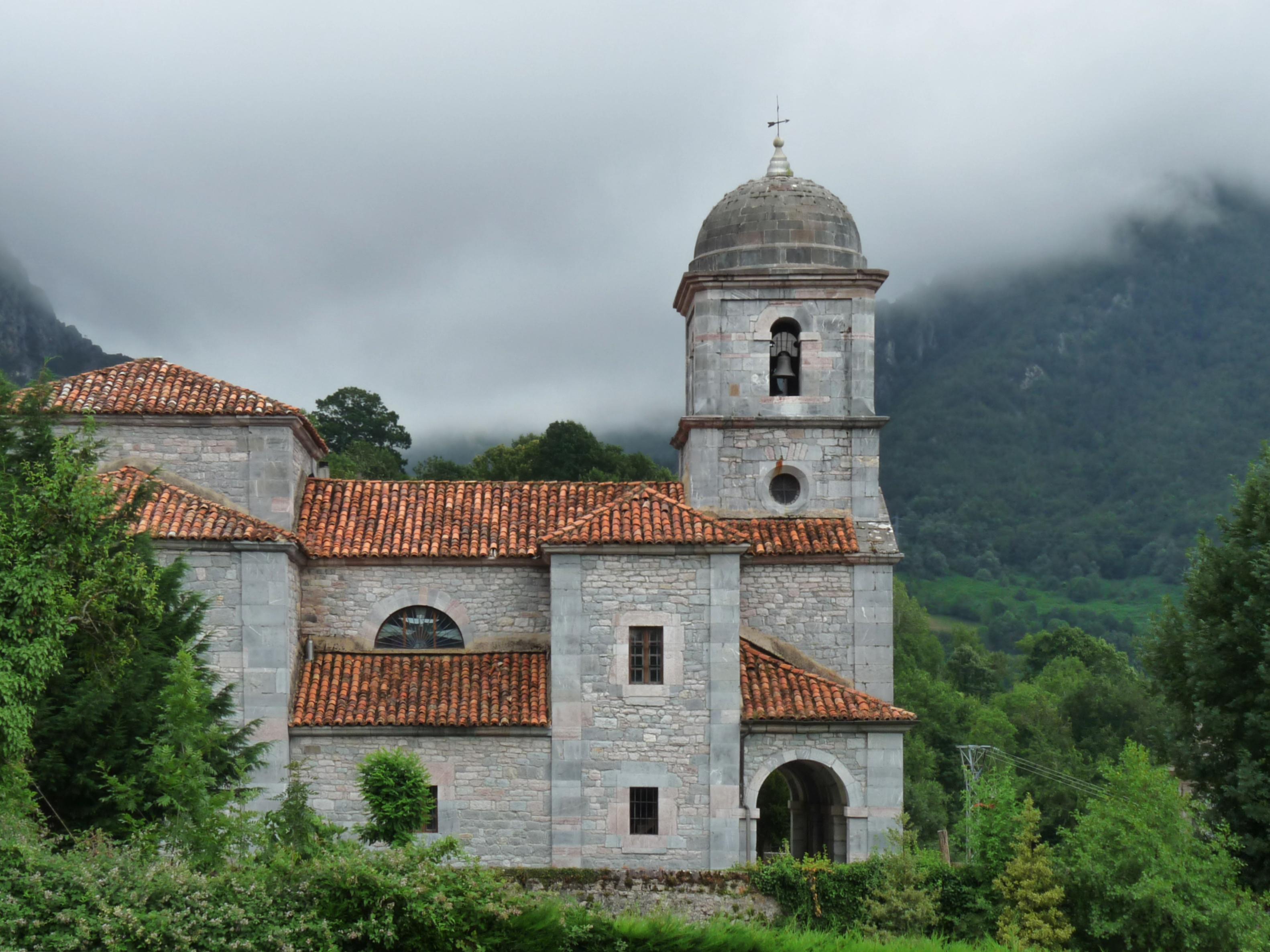
Iglesia de Oseja de Sajambre.

- Amieva: Mirador del Chorco y Mirador de Ordiales.[12]
- Cabrales: Mirador de Camarmeña, Mirador Pedro Udaondo, Mirador del Pozo de la Oración y Mirador del Urriellu.[12]
- Cangas de Onís: Mirador de Entrelagos, Mirador de la Reina, Mirador de Los Canónigos, Mirador del Príncipe y Mirador del Rey.[12]
- Peñamellera Alta: Mirador de Oceño.[12]
- Peñamellera Baja: Mirador de San Esteban.[12]

León
- Oseja de Sajambre: Mirador de Berrunde, Mirador de Los Porros y Mirador del Vallejo de la Fragua.[12]
- Posada de Valdeón: Mirador de Pandetrave, Mirador de Piedrashitas, Mirador del Tombo y Mirador de Valdeón.[12]

Cantabria
- Camaleño: Mirador de Llesba y Mirador del Cable.[12]
- Tresviso: Mirador de Santo Toribio, Mirador del Balcón de Pilatos y Mirador del Valle de Sobra.[12]

## Polémicas
A pesar de ser el primer espacio protegido declarado en España, el parque nacional de los Picos de Europa carece de un Plan Rector de Uso y Gestión (PRUG). El que se había aprobado ha sido suspendido por sentencia del Tribunal Supremo de España.[cita requerida]
El Plan Director de la Red de Parques Nacionales establece que la caza y la pesca son incompatibles con los objetivos de los parques nacionales. Sin embargo, caso único en Europa, estas actividades están permitidas en la parte del parque nacional de los Picos de Europa gestionada por Castilla y León, incluyendo la caza de lobos lo que ha provocado una gran polémica. En la parte cántabra y asturiana del parque también se permiten batidas puntuales de algunas especies.[cita requerida]
En 2001 se inauguró el Funicular de Bulnes, que comunica los pueblos de Poncebos y Bulnes, en el Macizo Central, para dar servicio a los habitantes de Bulnes, que carece de acceso por carretera. Sin embargo, el uso turístico de este remonte es fuente de polémicas.
En diciembre de 2015, se aprueba un PRUG que limita drásticamente la posibilidad de realizar pruebas deportivas dentro del parque, con unos criterios que para la mayoría de expertos y personas de los sectores implicados no tienen mucho sentido, teniendo en cuenta que en cualquier día del año el número de visitantes del parque supera a los participantes de cualquier carrera de montaña.[cita requerida]